# Lysiana
Lysiana is een geslacht van hemiparasitaire struiken uit de familie Loranthaceae. De soorten komen voor in Zuid-Australië.

## Soorten
- Lysiana casuarinae (Miq.) Tiegh.
- Lysiana exocarpi Tiegh.
- Lysiana filifolia Barlow
- Lysiana linearifolia Tiegh.
- Lysiana maritima (Barlow) Barlow
- Lysiana murrayi (F.Muell.) Tiegh.
- Lysiana spathulata (Blakely) Barlow
- Lysiana subfalcata (Hook.) Barlow